# دئوکسی‌سیتیدین مونوفسفات
دئوکسی‌سیتیدین مونوفسفات (به انگلیسی: Deoxycytidine monophosphate) با فرمول شیمیایی C۹H۱۴N۳O۷P یک نوکلئوزید مونوفسفات با شناسه پاب‌کم ۶۲۴ است. که جرم مولی آن ۳۰۷٫۱۹۷ g/mol می‌باشد. 